# Harold B. McSween
Harold Barnett McSween (* 19. Juli 1926 in Alexandria, Louisiana; † 12. Januar 2002 ebenda) war ein US-amerikanischer Politiker. Zwischen 1959 und 1963 vertrat er den Bundesstaat Louisiana im US-Repräsentantenhaus.

## Werdegang
Nach der Grundschule studierte Harold McSween bis 1950 an der Louisiana State University Jura. Er wurde Mitglied der amerikanischen Handelsmarine und gehörte von 1944 bis 1946 der Reserve der US Navy an. Nach seiner im Jahr 1950 erfolgten Zulassung als Rechtsanwalt begann er in diesem Beruf zu arbeiten. Außerdem stieg er in das Bankgewerbe ein und wurde Präsident einer lokalen Bank. Er war auch Präsident der Rapides Saving and Loan Association. In den Jahren 1955 und 1956 saß er im Schulausschuss im Rapides Parish; von 1957 bis 1958 gehörte er dem Schulausschuss der Staatsregierung von Louisiana an.
Politisch war McSween Mitglied der Demokratischen Partei. Im Jahr 1960 war er Delegierter zur Democratic National Convention in Los Angeles, auf der John F. Kennedy als Präsidentschaftskandidat nominiert wurde. Bei den Kongresswahlen des Jahres 1958 wurde er im achten Wahlbezirk von Louisiana in das US-Repräsentantenhaus in Washington, D.C. gewählt, wo er am 3. Januar 1959 die Nachfolge von George S. Long antrat. Nach einer Wiederwahl im Jahr 1960 konnte er bis zum 3. Januar 1963 zwei Legislaturperioden im Kongress absolvieren. Eigentlich hatte er die Vorwahlen des Jahres 1960 gegen den früheren Gouverneur Earl Long verloren. Da dieser aber kurz nach der Wahl verstarb, wurde McSween dann doch als Kandidat nominiert. Während seiner Zeit im Kongress kam es unter anderem zur Kubakrise. McSween galt als liberaler Politiker.
Im Jahr 1962 wurde McSween von seiner Partei nicht mehr für eine weitere Amtszeit nominiert. Später geriet er wegen finanzieller Angelegenheiten in juristische Schwierigkeiten. Politisch ist er nach seinem Ausscheiden aus dem US-Repräsentantenhaus nicht mehr in Erscheinung getreten. Harold McSween starb am 12. Januar 2002 in seinem Heimatort Alexandria; er hatte vier Kinder.